# Nehren
Nehren es un municipio situado en el distrito de Tubinga, en Baden-Wurtemberg (Alemania). Tiene una población estimada, a fines de 2024, de 4390 habitantes.
La localidad fue mencionada por primera vez en un documento de 1086.
Actualmente forma en conjunto con Dußlingen y Gomaringen la asociación administrativa de Steinlach-Wiesaz, con sede en Gomaringen.